# باکای (آیووا)
باکای (به انگلیسی: Buckeye) شهری در ایالت آیووا کشور ایالات متحده آمریکا است که جمعیت آن در سرشماری سال ۲۰۱۰ میلادی، ۱۰۸ نفر بوده‌است.